# Тома Никлев
Тома (Томе) Никлев Петров е български революционер, деец на Вътрешната македоно-одринска революционна организация.

## Биография
Никлев е роден в 1860 година в прилепското село Свето Митрани, което тогава е в Османската империя, днес в Северна Македония. Влиза във ВМОРО в 1895 година и оглавява първия революционен комитет в град Крушево. Старейшина е на българската махала в града.
През Илинденско-Преображенското въстание е член на Горското началство и участва в превземането на Крушево. В изложение на крушевски власи до румънски дипломат за събитията в Крушево по време на въстанието, Никлев е определен като местен българин, старши на комитите, който ръководи събранието на представителите от всички общности за избор на привременното правителство на Крушевската република. След Младотурската революция от 1908 г. е  председател на Българските конституционни клубове в града.
Загива в 1909 година, убит от гръцки терористи, заедно с крушевския четник Стойче Летник при пресичането на река Шемница.

## Памет
На Тома Никлев е наречена улица в квартал „Разсадник-Коньовица“ в София (Карта).
- Тома Никлев
- Крушевският ръководен щаб. Отпред: Тодор Павлов, Антиноген Хаджов, Тодор Христов, Тома Никлев, Никола Карев[6]
- Молба от Тома Никлев и Никола Карев до български вътрешен министър, 22 април 1904 г.
- Молба от Тома Никлев и Никола Карев до български вътрешен министър, 22 април 1904 г.
- Молба от Тома Никлев и Никола Карев до османското правителство, 17 юни 1904 г.